# Балотешти (Мехединци)
Балотешти (рум. Balotești) насеље је у Румунији у жупанији Мехединци у општини Извору Барзиј. Место се налази на надморској висини од 140 m.

## Становништво
Према подацима из 2002. године у насељу је живело 479 становника, од којих су сви румунске националности.